# Indigenous Tweets
Indigenous Tweets é um site que registra mensagens do Twitter em línguas minoritárias para ajudar os falantes indígenas a entrar em contato entre si. Foi fundada em março de 2011 por Kevin Scannell , que faz pesquisas em linguística computacional no Departamento de Matemática e Ciência da Computação da Universidade Saint Louis. O objetivo do site é permitir que falantes de línguas minoritárias se comuniquem na internet.
Em sua página inicial, o site exibe uma lista de línguas minoritárias armazenados em cache. Depois de selecionar, o usuário é levado a uma tabela com todos que estão twittando naquela língua. O Indigenous Tweets fornece a foto do perfil de cada usuário do Twitter e estatísticas sobre o número de seguidores de cada pessoa. Além de fornecer estatísticas sobre a porcentagem de tweets que uma pessoa escreve em diferentes idiomas, possui uma seleção de trending topics nas diversas línguas minoritárias.

## História
No início do site, em março de 2011, ele catalogava 35 línguas. Em 16 de abril de 2011, gravou tweets em 76 línguas minoritárias. Em 26 de abril de 2011, o site suportava 82. As línguas catalogados incluem galamiraay, crioulo haitiano e basco; os dois últimos têm o primeiro e o segundo maior número de usuários, respectivamente. O galês está em terceiro lugar em tweets indígenas.
Kapampangan, que ficou em sétimo lugar na última semana de abril de 2011, foi a primeira língua filipina apoiada pelo site.

## Mineração de dados
O Indigenous Tweets emprega um banco de dados de palavras e frases das línguas minoritárias para localizar pessoas que falam essas línguas. Em uma entrevista de abril de 2011 à BBC News, Scannell disse que passou 8 anos construindo um banco de dados de cerca de 500 línguas revisando blogs, jornais e sites.
O site coleta dados por meio da API do Twitter, pesquisando um banco de dados de palavras e frases das línguas minoritárias. O mecanismo de busca do site não consegue decifrar o idioma de um tweet quando uma palavra está em mais de um idioma. Para evitar esse enigma, Scannell insere palavras exclusivas do idioma.